# 圣昂代奥勒德克莱格莫尔
圣昂代奥勒-德克莱格莫尔（法語：Saint-Andéol-de-Clerguemort，法語發音：[sɛ̃.t‿ɑ̃deɔl də klɛʁɡəmɔʁ]）是法国洛泽尔省的一个旧市镇，属于弗洛拉克区。

## 地理
圣昂代奥勒-德克莱格莫尔（44°17'31"N, 3°54'26"E）面积6.86 平方千米，位于法国奧克西塔尼大區洛泽尔省，该省份为法国南部内陆省份，北起上盧瓦爾省和康塔爾省，西接阿韦龙省，南至加尔省，东临阿尔代什省。

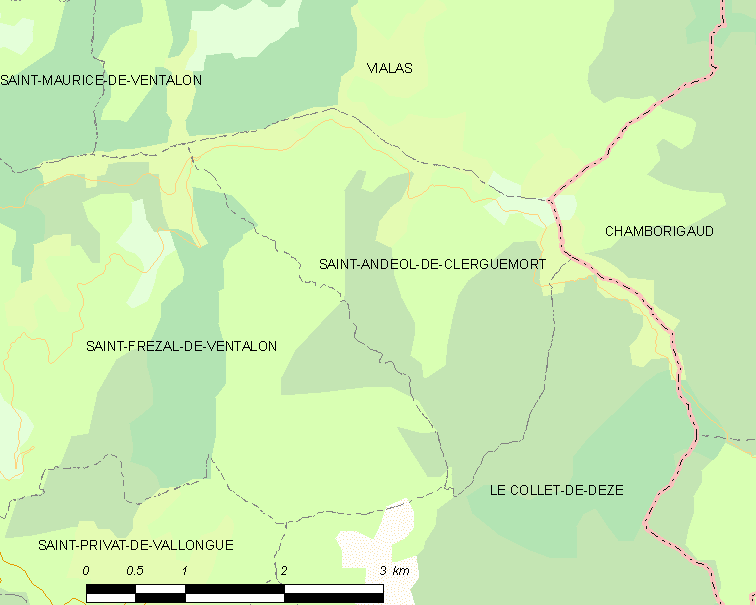
圣昂代奥勒-德克莱格莫尔的OSM定位图

与圣昂代奥勒-德克莱格莫尔接壤的市镇（或旧市镇、城区）包括：维亚拉斯、尚博里戈、勒科莱德代兹、圣弗雷扎尔-德旺塔隆、旺塔隆昂塞文。
圣昂代奥勒-德克莱格莫尔的时区为UTC+01:00、UTC+02:00（夏令时）。

## 行政
圣昂代奥勒-德克莱格莫尔的邮政编码为48160，INSEE市镇编码为48134。

## 政治
圣昂代奥勒-德克莱格莫尔所属的省级选区为勒科莱德代兹县。

## 人口
圣昂代奥勒-德克莱格莫尔于2018年1月1日时的人口数量为88人。

1962-2008年间圣昂代奥勒-德克莱格莫尔人口变化图示